# III tysiąclecie n.e.
II tysiąclecie n.e. • III tysiąclecie n.e. • IV tysiąclecie n.e.
XXI wiek ~ XXII wiek ~ XXIII wiek ~ XXIV wiek ~ XXV wiek ~ XXVI wiek ~ XXVII wiek ~ XXVIII wiek ~ XXIX wiek ~ XXX wiek
Trzecie tysiąclecie naszej ery – okres 1000 lat rozpoczynający się 1 stycznia 2001 i kończący się 31 grudnia 3000 roku kalendarza gregoriańskiego. Jest to trzecie tysiąclecie naszej ery.
Minione pierwsze dziesięciolecia (dekady) XXI wieku są przedmiotem zainteresowania historii. Przyszłe wydarzenia trzeciego tysiąclecia są przedmiotem zainteresowań futurologii.